# Botanophila flavidisquama
Botanophila flavidisquama är en tvåvingeart som först beskrevs av Huckett 1965.  Botanophila flavidisquama ingår i släktet Botanophila och familjen blomsterflugor.
Artens utbredningsområde är Alaska. Inga underarter finns listade i Catalogue of Life.